# Хелмжа
Хелмжа (пољ. Chełmża) град је у Пољској, у кујавско-поморском војводству, у Торуњском повјату, на обали Хелмжињског језера. Језеро се некад такође звало Кулмзе. Површина града износи 7,8 km². 

## Историја
Трагови насељавања овог терена потичу још из неолита. Око 4500. године пре нове ере основана су прва пољопривредна насеља. Важнију улогу Хелмжа је почео да добија од 1251. године, када је постао седиште хелмињског бискупа и добио статус града. Тада је почела изградња катедралне цркве, која је спадала у највеће цркве на том подручју. Бискуп Хајденрајх је дао градска права Лози (тадашње име насеља) и преименовао је у Кулмзе.
Град је био сведок многих ратова и устанака. Оближњи Стари Пруси су опседали град 1268. и 1273. године. У 14. веку, папским пресудама је наложено враћање територије Пољској, међутим, Тевтонски витезови то нису послушали и наставили су да је заузимају.
Године 1454. град се придружио анти-Тевтонској пруској конфедерацији, на чији је захтев пољски краљ Казимир IV Јагелон поново укључио регион и град у састав Пољске исте године, што је на крају потврђено након Тринаестогодишњег рата у 1466. Нов период развитка града је у задњим деценијама XIX века, који је отпочео 1882. године изградњом шећеране која је била највећа у тадашњој Европи и железничким повезивањем са Торуњем и Бидгошчем.
Хелмжа је била једно од места погубљења Пољака које је Немачка извршила 1939. у оквиру Интелигенцакцион. Многи локални Пољаци, посебно учитељи, такође су масакрирани у шуми Барбарка. Почетком 1945. године, у Хелмжи, Немци су на силу регрутовали пољске принудне раднике евакуисане из Јајкова у организацију Тот, међутим, неки су успели да побегну.

## Основни подаци
- Позивни број: (+48) 56
- Поштански код 87-140
- Регистарске таблице: CTR
- Географски положај: 53° 12' N, 18° 36' Е
- Градоначелник: Јежи Червињски (2004)

## Демографија
| 2021.  |
| ------ |
| 14.181 |

- 1773: 359 становника, 52 кућа
- 1871: 2.982 становника
- 1943: 12.277 становника
- 2000. број становника је износио око 15500.

#### Туристичке атракције
- црква свете тројце
- црква светог Николе. Прва дрвена црква за коју се претпоставља да потиче још из X века; садашња готска је подигнута пред крај XIII века
- старе зграде из XIX и XX века.

## Партнерски градови
- Nieuwerkerk aan den IJssel